# Chính sách thị thực của Afghanistan
Theo luật, công dân tất cả các quốc gia cần thị thực để đến Afghanistan. Ngoại lệ duy nhất là du khách sinh ra ở Afghanistan, có bố mẹ người Afghanistan hoặc với bố mẹ sinh ra tại Afghanistan. Miễn thị thực áp dụng với người sở hữu hộ chiếu ngoại giao hoặc công vụ của Trung Quốc, Ấn Độ (chỉ hộ chiếu ngoại giao), Indonesia, Iran, Tajikistan và Thổ Nhĩ Kỳ lên đến 30 ngày.

## Hiệu lực hộ chiếu
Hành khách phải sở hữu hộ chiếu có hiệu lực 6 tháng từ ngày nhập cảnh trừ công dân của Úc, Bỉ, Bulgaria, Canada, Trung Quốc, Cộng hòa Séc, Đan Mạch, Ai Cập, Phần Lan, Pháp, Đức, Hungary, Ấn Độ, Indonesia, Iran, Iraq, Ý, Nhật Bản, Kazakhstan, Kyrgyzstan, Hà Lan, New Zealand, Na Uy, Pakistan, Ba Lan, Romania, Nga, Ả Rập Xê Út, Hàn Quốc, Tây Ban Nha, Thụy Điển, Tajikistan, Thổ Nhĩ Kỳ, Turkmenistan, Vương quốc Anh, Hoa Kỳ và Uzbekistan cũng như người nước ngoài có gốc Afghanistan, hộ chiếu của họ chỉ cần có hiệu lực lúc nhập cảnh.

## Đề nghị cải cách
Tháng 2 năm 2015 Afghanistan thông báo thị thực tại cửa khẩu tại Sân bay quốc tế Hamid Karzai đối với người công tác, nhà báo, vận động viên và tiếp viên và hành khách quá cảnh từ một trong các quốc gia mà không có phái vụ ngoại giao của Afghanistan. Tháng 9 năm 2017 một số phần của đề nghị cải cách được thực hiện.

## Trang phục phụ nữ
Phụ nữ tất cả các quốc tịch phải che người trừ mặt, tay và chân.